# Махонькина
Махо́нькина — заимка в Боханском районе Иркутской области России. Входит в состав Каменского муниципального образования. 

## География
Находится в 12 км по автодороге к югу от центра сельского поселения, села Каменка, в 34 км к западу от районного центра, посёлка Бохан, в 1 км к востоку от правого берега Ангары.

## История
Основана в 1846 году. В 1926 году состояла из 5 хозяйств, основное население — русские. В составе Идинского сельсовета Черемховского района Иркутского округа Сибирского края.

## Население
| 2002 | 2010 | 2011 | 2012 |
| ---- | ---- | ---- | ---- |
| 3    | ↗4   | →4   | →4   |

По данным Всероссийской переписи, в 2010 году на заимке проживали 4 человека (1 мужчина и 3 женщины).